# Putzar
Putzar este o comună din landul Mecklenburg-Pomerania Inferioară, Germania.